# Аю-Даг (крепость)
Аю-Даг (также Биюк-Кастель; укр. Аю-Даг, крымскотат. Ayuv Dağ, Аюв Дагъ) — развалины церковно-феодального комплекса VIII—XV века, на горе Аю-Даг в Алуштинском регионе Крыма. Решениями Крымского облисполкома № 595 от 5 сентября 1969 года и № 16 (учётный № 184) от 15 января 1980 года «монастырь на горе Аю-Даг: комплекс средневековых церквей» VIII—XV века объявлено историческим памятником регионального значения.

## Описание
Всего в пределах горного массива Аю-Даг обнаружено 39 археологических комплексов, из них 4 античного времени, 26 средневековых и 3 — XVII-XVIII века. Крупнейший средневековый — церковно-феодальный комплекс, состоящий из нескольких поселений с храмами и двух монастырей, защищённых общей системой обороны. Его возникновение связывают с подъёмом соседнего Партенита и образованием Готской епархии, к которой относился монастырский комплекс. Укрепление состоит их трёх линий крепостных стен (сложенных из диабазового бута насухо, толщина 2,2—2,8 м, сохранились в некоторых местах на высоту до 3 м) и кольцеобразного укрепления внутри.

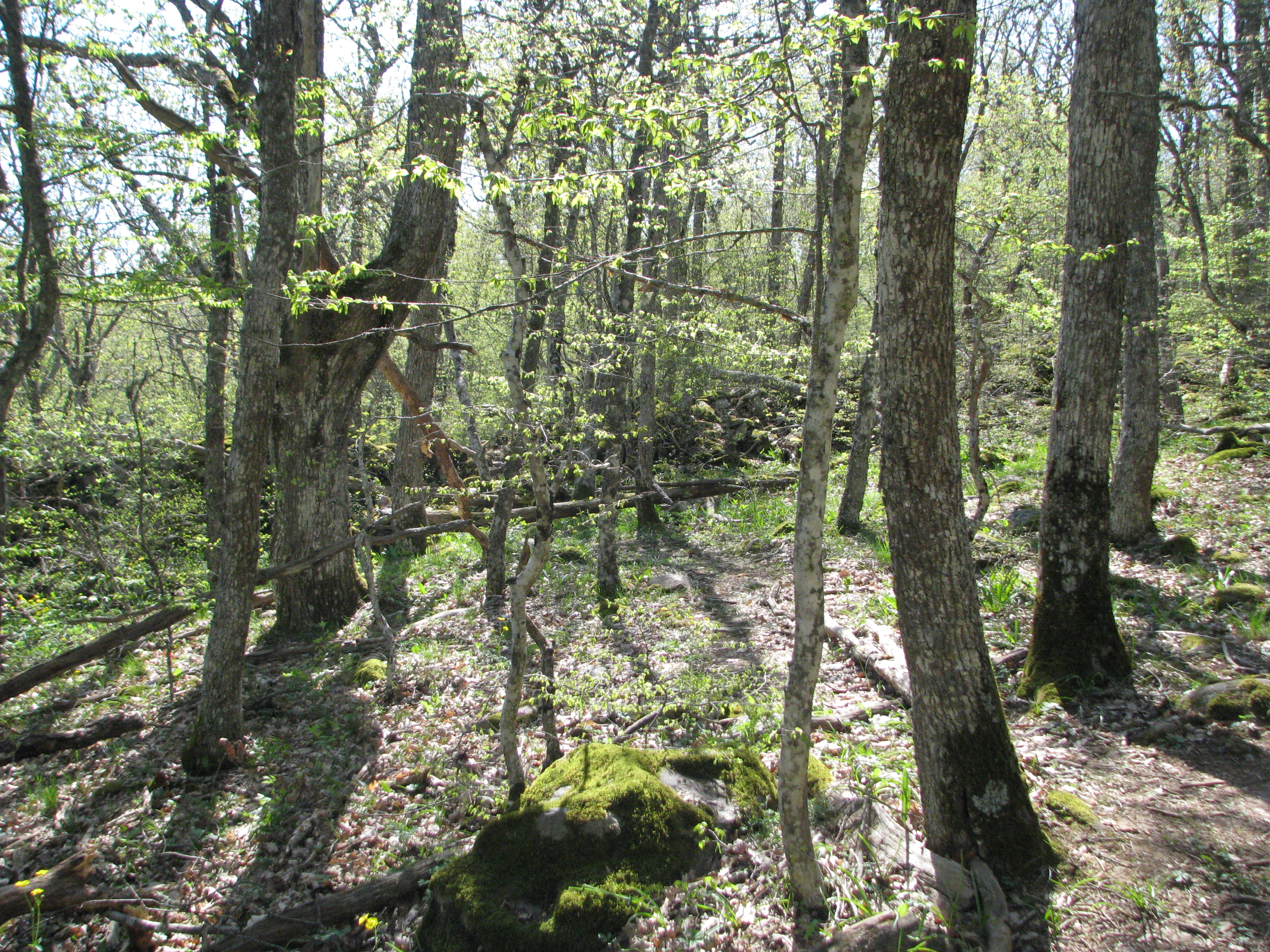
Первая оборонительная стена на сухой кладке
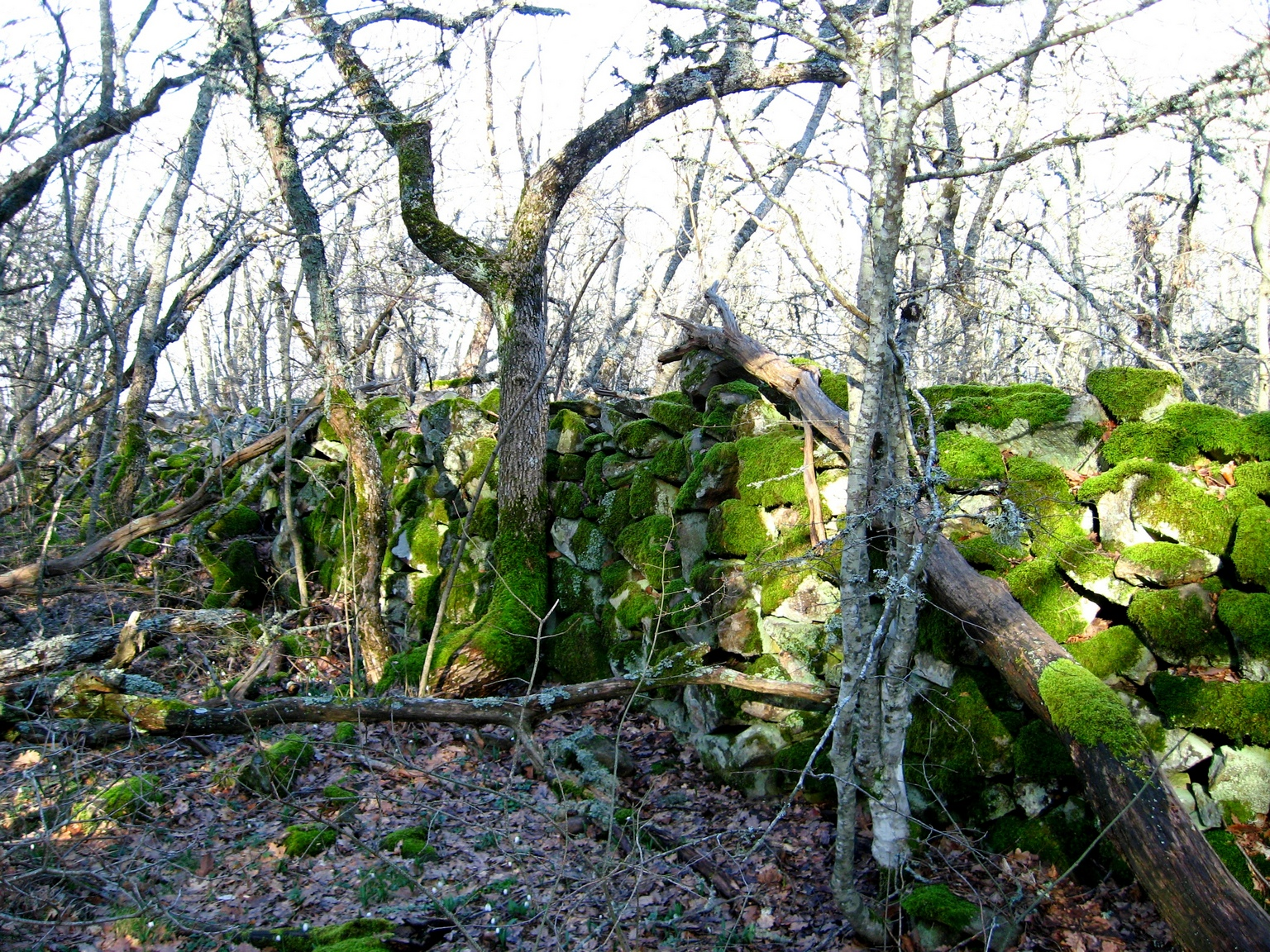
Стена Биюк-Кастеля
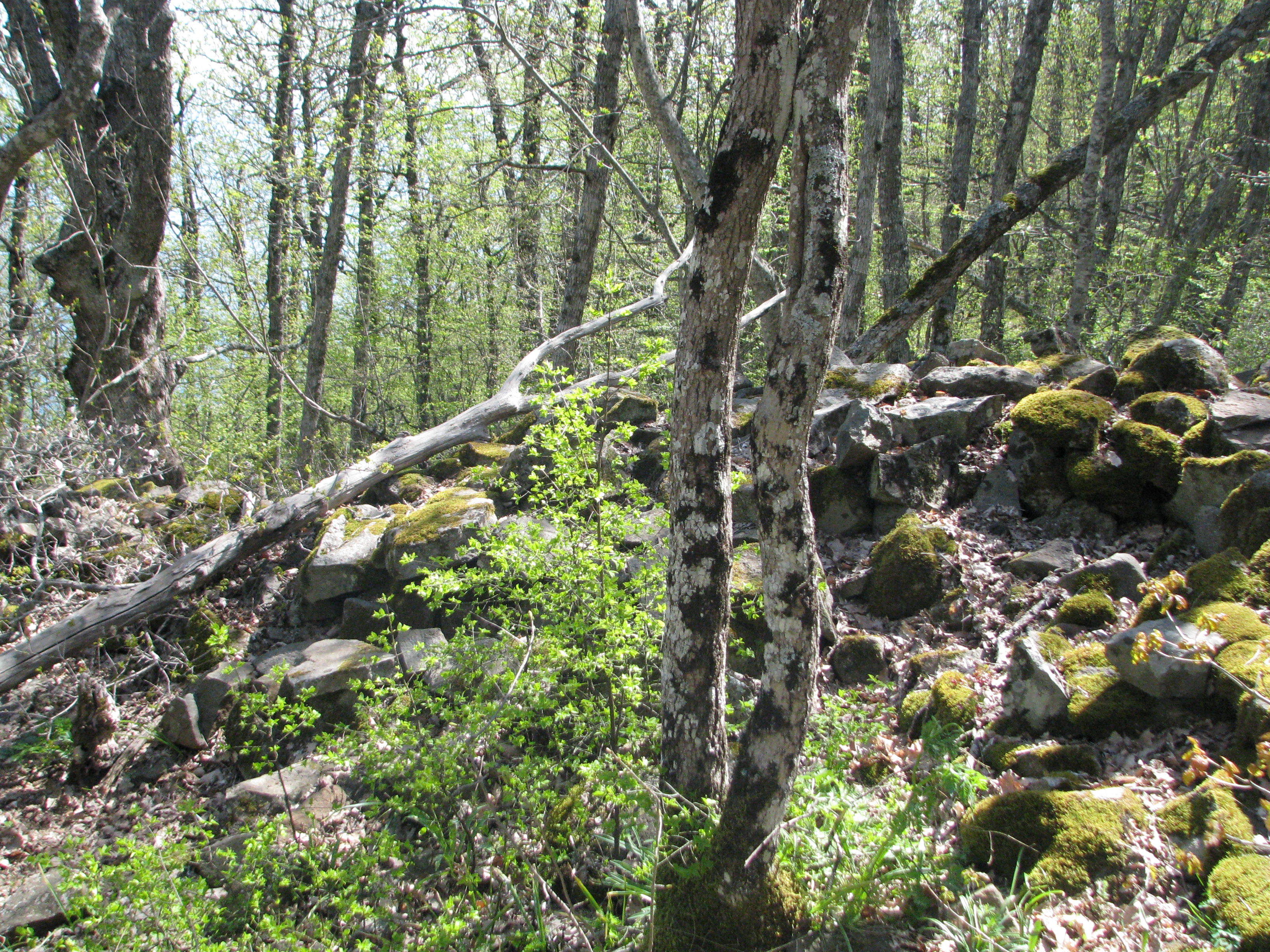
Остатки башен
Руины церкви на поляне Ай-Констант.

- Первая стена (сложена из диабазового бута насухо, ширина 1,5—2 м, сохранилась на высоту до 1,5 м), впервые упоминается Н. И. Репниковым в 1909 году[7], исследована в 1973 году О. И. Домбровским, датирована VIII—X веком[8][9].
- Вторая стена, упоминалась с XVIII века[6], описана в XIV томе «Полного географического описание нашего отечества» Семёнова-Тян-Шанского В.П На полпути до вершины Аю-Дага тропа достигает остатков древней стены, местами хорошо сохранившейся…[10]В 1963—1966 году исследовалась Л. В. Фирсовым, в 1969 году — экспедицией О. И. Домбровского. Устройство стены аналогично первой, Л. В. Фирсов определял её длину в 1350 м, ширина 1,5-2 м, сохранившаяся высота — до 3 м. Датирована исследователями VIII—X веком[9][11].
- Третья стена открыта и обследована Домбровским в 1973 году, такой же кладки, как предыдущие, сохранилась фрагментарно[9]
- Четвёртая (западная) стена открыта в 1998 году разведочным отрядом Горно-Крымской экспедиции Крымского филиала института археологии НАН Украины. Сложена насухо из диабазового бута, ширина около 1,8 м, сохранность местами достигает 2,3 м, прослеживается на протяжении 400 м. Предварительно датирована VIII—X веком[6].

### Биюк-Кастель
Наиболее известный памятник комплекса — «кольцеобразное укрепление», за которым у местных жителей закрепилось название «Биюк-Кастель» (в отличие от 

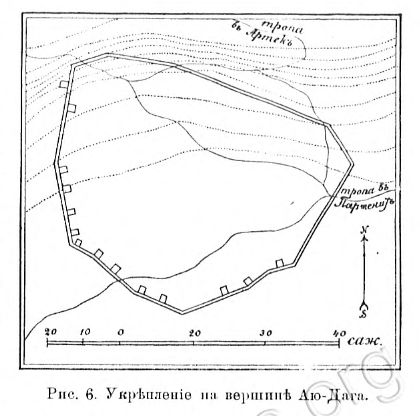
Н. И. Репников. План укрепления

просто Кастеля на соседней горе в 10 км к северу) — остатки укреплённого убежища (стены из бута на глине, длиной 693 м, толщиной 1,8—2,2 м), размерами 220 на 180 м (площадь 3,25 гектара). Укрепление (в плане сложный многоугольник) имело 14 полукруглых и 4 прямоугольных башни. Внутри, у стен (без привязки к ним) — остатки неких однокамерных построек, также из диабаза (Пётр Кеппен насчитал их 13), размерами в среднем 2 на 3 м, без культурного слоя внутри, возможно кордегардии. Кёппен полагал, что вход в укрепление находился с восточной стороны, Лев Фирсов размещал ворота в южном секторе. По мнению Олега Домбровского убежище возведено в VIII—IX веке, также использовалось и как загон для скота и сохраняло свое значение, видимо, до X века. Культурный слой внутри крепости отсутствует: по мнению историков укрепление было построено жителями Партенита как убежище и загон для скота на случай военной опасности, но так никогда и не было применено по прямому назначению и могло быть разрушено сильным землетрясением.

## История изучения
Первым из исследователей об исаре упоминал Пётр Симон Паллас в книге «Наблюдения, сделанные во время путешествия по южным наместничествам Русского государства в 1793—1794 годах»: «…развалины греческого монастыря во имя святых Константина и Елены, укреплённого стеной…». Запись о «…частицах крепости, бойниц, на скате следы церквей…», которые видны на Аю-Даге оставил П. И. Сумарокова в книге «Досуги крымского судьи, или Второе путешествие в Тавриду», как одно из возможных мест расположения легендарного храма Дианы развалины фигурируют в статье И. П. Бларамберга 1831 года, упомянут в донесении Е. Е. Келлера 1821 года. Первое более или менее научное описание развалин оставил П. И. Кеппен: в труде «О древностях южнаго берега Крыма и гор Таврических» 1837 года — Бююк-Исару посвящено 12 страниц книги, с анализом возможной исторической принадлежности — учёный справедливо отнёс памятник к средневековью, составив план укрепления, но, не смотря на это многие ещё долгое время (до 1960-х годов) считали исар таврской крепостью I века до н. э. — IV века н. э. (Ф. Дюбуа де Монпере, Николай Репников в 1909 году, П. Н. Шульц в работе 1959 года, А. М. Лесков в 1965 году). Некоторые исследователи (например, Дьяков В. Н.) предполагали здесь римское укрепление первых веков нашей эры. В статье 1935 года Н. Л. Эрнст писал о туристическом потенциале памятника.
Только после археологических разведок Львом Фирсовым в 1963—1966 годах и Олегом Домбровским в 1969 году, и также работ 1970-х годов, учёные пришли к выводу о датировке памятника средневековьем, конкретно VIII—IX веком. К тому же периоду отнесены большинство сельских поселений и храмов на плато и склонах Аю-Дага.

## Поселения на Аю-Даге
Кроме давно и широко известного убежища археологами в разное время на плато Аю-Дага и склонах были открыты несколько памятников, относящихся к разным временным периодам.
- Ай-Констант (у Н. И. Репникова место называлось «Клисуры», сейчас название не применяется[6]) — развалины укреплённого монастыря и поселения VIII—X века века, расположенные в конце северо-восточной части плато, над восточным прибрежным обрывом. На его руинах — остатки церкви (часовни) XII—XV века[6][7][9].
- Монастырский комплекс с храмом XII—XV века (возможно более ранний[9]) над бухтой Панаир[22], на высоте около 40 м. Открыт экспедицией О. И. Домбровского в 1969 году, раскопки проводились в 1994—1995 году под руководством С. Б. Адаксиной. Значительная часть монастыря и поселения погребенны обвалом XV (или XVI) века[23], часть уничтожена оползнями[9]. Были исследованы остатки храма XII——XV века, отдельные постройки, монастырская ограда и часть кладбища. Первоначально это было поселение X—XI века, затем монастырь XII—XIII века, разрушенный, видимо, землетрясеним и реконструированный монастырь, существовавший до конца XVI века[23].
- Поселение на северо-восточном склоне горы между второй и третьей оборонительными стенами — открыто в 1969 году экспедицией УССР под руководством О. И. Домбровского, раскопаны около 40 одно и двухкамерных зданий, построенных примерно в 5 «рядов» домов один над другим вдоль склона, датированно VIII—X веком[8][9][24].
- Поселение на юго-западном склоне (условное название Артек, так как находится на территории Артека) VIII—XV века — открыто в 1963 году, одно из крупнейших в Крыму для того времени. При закладке шурфов найдены очертания улиц, ограды домов, стены жилищ и хозяйственных зданий, кузнечные мастерские, где изготовлялись железные якоря и металлические детали корабельной оснастки. По найденному материалу это был довольно крупный торговый порт, основным занятием жителей селения были морские промыслы[9].
- Урочище Осман — на западном склоне Аю-Дага, на хребте Тоха Дахыр, многослойный археологический памятник: ранний, с культурным слоем античного времени (IV века до н. э. — IV века н. э.)[6], по другим данным — поселение I—III века н. э. и поселение VIII—X века, размещавшееся на искусственных террасах[9][11].
- Поселение на южном склоне Аю-Дага — расположено на территории Артека, на западной стороне Большого оврага, над береговыми обрывами. При разведочных раскопках обнаружены остатки более 50 одно- и двухкамерных домов, из бута на глине, сохранились на высоту до 1,5 м. Найденная керамика датируется VIII—X веком, более поздние материалы пока не обнаружены[9].

Всего список археологических памятников Аю-Дага включает 41 наименование, большинство из которых на раскапывалось и в научной литературе не описано.